# Emmetsburg
Emmetsburg é uma cidade localizada no estado americano de Iowa, no Condado de Palo Alto.

## Demografia
Segundo o censo americano de 2000, a sua população era de 3958 habitantes.
Em 2006, foi estimada uma população de 3664, um decréscimo de 294 (-7.4%).

## Geografia
De acordo com o United States Census Bureau tem uma área de
10,2 km², dos quais 9,8 km² cobertos por terra e 0,4 km² cobertos por água. Emmetsburg localiza-se a aproximadamente 377 m acima do nível do mar.

## Localidades na vizinhança
O diagrama seguinte representa as localidades num raio de 16 km ao redor de Emmetsburg.